# Matthias Phaeton
Matthias Phaeton (* 8. Januar 2000 in Colombes) ist ein französischer Fußballspieler.

## Karriere

### Verein
Phaeton begann seine Karriere beim RC Paris. Zur Saison 2014/15 wechselte er zum Athletic Club de Boulogne-Billancourt. Zur Saison 2015/16 kam er in die Jugend von Stade Brest. Im Mai 2017 spielte er erstmals für die Reserve von Brest in der fünfthöchsten Spielklasse.
Nach zwei Einsätzen für die Reserve wechselte er im Januar 2018 zu EA Guingamp. Bis zum Ende der Saison 2017/18 kam er zu elf Einsätzen für die Reserve in der National 3. Im Oktober 2018 stand er gegen SM Caen erstmals im Profikader. Sein Debüt für Guingamp in der Ligue 1 gab er im November 2018, als er am zwölften Spieltag der Saison 2018/19 gegen den FC Nantes in der 86. Minute für Marcus Coco eingewechselt wurde. In der Saison 2018/19 kam er zu vier Einsätzen in der höchsten französischen Spielklasse, aus der er mit dem Verein am Saisonende allerdings absteigen musste. Zudem absolvierte Phaeton 21 Spiele in der fünften Liga für die Reserve, in denen er zwölf Tore erzielte. Nachdem er in der Hinrunde der Saison 2019/20 nur für die Reserve zum Einsatz gekommen war, wurde er im Januar 2020 an den Drittligisten FC Bastia-Borgo verliehen. Für Bastia kam er bis zum Saisonabbruch zu fünf Einsätzen in der National 1.
2022 wechselte er in die Ligue 2 zu Grenoble Foot.

### Nationalmannschaft
Phaeton spielte 2016 fünf Mal für die französische U-16- und einmal für die U-17-Auswahl. Seit 2021 ist er Nationalspieler von Guadeloupe.